# Віялохвістка целебеська
Віялохвістка целебеська (Rhipidura teysmanni) — вид горобцеподібних птахів родини віялохвісткових (Rhipiduridae).

## Поширення
Ендемік індонезійського острова Сулавесі. Його природними середовищами існування є субтропічні або тропічні вологі низинні ліси та субтропічні або тропічні вологі гірські ліси.

## Підвиди
- Rhipidura teysmanni coomansi van Marle, 1940;
- Rhipidura teysmanni teysmanni Buttikofer 1892 — гори Ломпобатанг (південний захід Сулавесі)
- Rhipidura teysmanni toradja Stresemann 1931.